# Бети Форд
Елизабет Ен „Бети” Форд (енгл. Elizabeth Ann  "Betty" Ford, рођена Блумер (енгл. Bloomer); бивше Ворен (енгл. Warren)), (8. април 1918—8. јул 2011) била је супруга 38. председника САД, Џералда Форда и Прва дама САД, од 9. августа 1974. до 20. јануара 1977. Као Прва дама, била је активна по питању друштвених политика, и направила је преседан као политички активна Прва дама. Била је и Друга дама у периоду 1973—1974.